# Birkir Már Sævarsson
Birkir Már Sævarsson (Reykjavík, 1984. november 11. –) izlandi válogatott labdarúgó, a Valur játékosa.
Az izlandi válogatott tagjaként részt vett a 2016-os Európa-bajnokságon. 2007 óta 103 alkalommal szerepelt a válogatottban és három gólt szerzett.

## Sikerei, díjai
Valur
- Izlandi bajnok (3): 2007, 2018, 2020
- Izlandi kupa (1): 2005
- Izlandi szuperkupa (3): 2006, 2008, 2018